# Варелас, Совет Афанасьевич
Совет (Сергей) Афанасьевич Варелас (17 марта 1923, Таганрог, Донецкая губерния — 25 мая 1997) — советский, узбекистанский композитор.

## Происхождение
Дед Георгий Афанасьевич в XIX веке в детстве был привезён из Греции в российский Таганрог, работал матросом. Герасим Афанасьевич Варелас (1886 — 3 октября 1938) — заместитель управляющего московской торговой базой Главстекло Народного комиссариата легкой промышленности СССР, расстрелян, реабилитирован (1956). Младший из трёх сыновей Афанасий Афанасьевич Варелас (1893—1942) — начальник научно-исследовательского сектора технической промышленности Народном комиссариате по тяжелой промышленности. Жена — Тамара Васильевна Бережная. Совет Варелас — младший из трёх сыновей. Из Таганрога семья переехала в Ростов-на-Дону.
В 1934 году Афанасий Варелас был отправлен в двухлетнюю вольную ссылку в Ташкент, затем был переслан в Ухтпечлаг. Из лагеря не вернулся, посмертно реабилитирован.

## Биография
Совет Варелас с пяти лет, обладая абсолютным слухом, сочинял музыку, писал стихи, пьесы. С юности работал почтовым агентом, маляром, слесарем, бухгалтером. Армейскую службу проходил в 1942—1945 годах в трудовой армии на Урале. Окончил музыкальное училище имени Хамзы, в студенческие годы работал концертмейстером в Ташкентском хореографическом училище. В 1955 году окончил Ташкентскую государственную консерваторию по классу композиции (класс профессора Б. Б. Надеждина).
Работал преподавателем композиции в музыкальном училище имени Хамзы (1957—1963), служил в издательстве, работал концертмейстером и преподавателем в Республиканской музыкальной школе имени Успенского, на кафедре композиции и инструментовки Ташкентской государственной консерватории. Заслужил звание профессора (1993).
Среди произведений Вареласа особое место занимают произведения для детей — опера-сказка «Волшебная лампа Алладина» (1971), кантата «Зоя» на стихи М. Алигер и В. Лебедева-Кумача. Автор симфонических поэм, симфониетт, концертов, сонат, сонатин, произведений для узбекских народных инструментов чанга и ная, вокальные сочинения.
В 1988 году Вареласу, автору 145 музыкальных произведений и двух учебных пособий, было присвоено звание заслуженного деятеля искусств Узбекской ССР.

### Семья
Жена Тамара Аванесовна Головянц (1929—2017) работала преподавателем истории музыки, профессор Ташкентской государственной консерватории. Сын Анатолий Варелас (род. 27 февраля 1950) — композитор, скрипач, профессор Государственной консерватории Узбекистана. Дочь Елена Мейке — музыковед, кандидат искусствоведения. Внук Дмитрий Варелас — композитор, флейтист. Внучка Нина Мейке — музыковед, выпускница академии имени Сибелиуса.